# Caroline Groth Tauson
Caroline Groth Tauson (født 23. december 1994 i København) er en dansk tidligere mellemdistanceløber. Hun var medlem af Sparta Atletik. 
Ved de danske mesterskaber i atletik indendørs i 2012 vandt Tauson bronzemedalje i 3000-meter-løb, godt 45 sekunder efter vinderen Simone Glad.
I 2013 fik Caroline Groth Tauson at vide, at hun spiste for få kalorier, set i forhold til, hvor mange kilojoule hun bruger på at træne. Derudover havde hun kun haft menstruation et par gange indenfor de seneste tre år.
Siden slutningen af 2017 har hun i sne-sæsonen arbejdet som skiinstruktør i Østrig.

## Familie
Caroline Groth Tauson er barnebarn af Janne og Peter Tauson. Forældrene er Anna Groth Høgberg og Søren Tauson. På farens side har hun halvsøstrene Cecilia og Clara Tauson.
1. januar 2018 var Caroline én af 16 nulevende danskere med efternavnet Tauson.